# Đạo Lý (xã)
Đạo Lý là xã thuộc huyện Lý Nhân, tỉnh Hà Nam, Việt Nam. Xã có 8 thôn, trong đó thôn Thọ Chương là trung tâm của xã Đạo Lý, là địa điểm vui chơi và là trung tâm văn hóa của xã.
Xã có nghề đan cót tranh thủ lúc nông nhàn cũng từ nghề này đã đem lại nguồn thu nhập đáng kể giúp người dân cải thiện nâng cao đời sống.
Xã có dòng sông Hồng chảy qua tạo điều kiện cho nghề khai thác cát phát triển góp phần vào việc xây dựng giao thông, cơ sở hạ tầng trong xã cũng như các khu vực lân cận. Những năm qua nhiều thôn, nhiều dòng họ đã thành lập quỹ khuyến học. Phong trào thi đua học tập được phát huy chính vì vậy nhiều con em của xã đã thi đỗ các trường đại học, cao đẳng.

## Địa lý
Xã Đức Lý có vị trí địa lý:
- Phía đông giáp xã Chân Lý và xã Bắc Lý
- Phía tây giáp xã Nguyên Lý và xã Đức Lý
- Phía nam giáp xã Bắc Lý và xã Đức Lý
- Phía bắc giáp xã thành phố Hưng Yên, tỉnh Hưng Yên